# The Best of Boys Ever
The Best of Boys Ever – kompilacja największych przebojów grupy Boys. Została wydana 15 grudnia 2017 r. przez Green Star.

## Lista utworów
1. Jesteś szalona
2. Najpiękniejsza dziewczyno
3. Łobuz
4. Kochana uwierz mi
5. Przemyśl swój wybór malutka
6. Wolność
7. Ostatni dzień, ostatnia noc
8. Koleś z BMW
9. Miałaś 18 lat
10. Dziewczyna z dzikiej plaży
11. Poluj na mnie
12. Będziesz moja
13. Ty, tylko Ty
14. Chłop z Mazur